# Oligonychus virens
Oligonychus virens är en spindeldjursart som beskrevs av Gutierrez 1969. Oligonychus virens ingår i släktet Oligonychus och familjen Tetranychidae. Inga underarter finns listade i Catalogue of Life.